# 怛特羅密教
怛特羅（羅馬化：Tantra，字面意思是“織布、編織、經紗”；或譯坦特羅、坦陀羅、譚崔等）是指從公元一千年中葉開始在印度次大陸發展起來的印度教和佛教的一種深奧的瑜伽傳統。“怛特羅”一詞，在印度傳統中，也指任何系統的、廣泛適用的“文本、理論、系統、方法、工具、技術或實踐”。 這些傳統的一個關鍵特徵是曼怛羅的使用，因此它們在印度教中通常被稱為 Mantramārga（“曼怛羅之道”）或在佛教中被稱為 Mantrayāna（“曼怛羅載體”）和 Guhyamantra（“秘密曼怛羅”）。
從公元初期的幾個世紀開始，出現了以毘濕奴、濕婆或沙克蒂為中心的新出現的怛特羅。 現代印度教的所有主要形式都有怛特羅傳承，例如 Shaiva Siddhanta 傳統、Shri Vidya 的沙克達教派、Kaula 和克什米爾濕婆教。
在佛教中，金剛乘傳統以基於印度佛教怛特羅的怛特羅思想和修行而聞名。 它們包括印度藏傳佛教、唐密、日本真言宗佛教和尼泊爾尼瓦爾佛教。 南密佛教雖然沒有直接參考怛特羅，但其修行和思想與之相呼應。
Tantra印度教和佛教傳統也影響了其他東方宗教傳統，如耆那教、西藏苯教傳統、道教和日本神道傳統。
某些非吠陀崇拜的模式，如印度教之供奉（梵語羅馬化：pūjā），在其概念和儀式中被視為符合怛特羅之概念。 印度教寺廟建築也大體上符合怛特羅的圖像誌。 描述這些主題的印度教文本被稱為 Tantras、Āgamas 或 Samhitās。 在佛教中，怛特羅影響了西藏和東亞佛教的藝術和肖像畫，以及印度歷史悠久的石窟寺和東南亞的藝術。
怛特羅的經典被稱為密續。

## 定義
怛特羅（羅馬化：Tantra），梵語原意是編織，引申為原則、體系、教條、理論等意思。有很多不同定義，定性並不一致。西方學者認為没有這種宗教但就有所謂tantrika（修密者），因為怛特羅是一種實踐方法而不是宗教。
David Gray不同意廣泛的概括，並指出定義怛特羅是一項艱鉅的任務，因為“怛特羅傳統是多種多樣的，跨越多個宗教傳統和文化世界。因此它們也是多樣的，這使得提出一個適當的定義非常困難”。 定義怛特羅的挑戰更加複雜，因為它一直是主要印度宗教的歷史重要組成部分，包括南亞和東亞內外的佛教、印度教和耆那教。對它的實踐者來說，密宗被定義為文本、技術、儀式、修道院實踐、冥想、瑜伽和意識形態的結合。
根據Georg Feuerstein的說法，“怛特羅中討論的主題範圍相當大。它們涉及世界的創造和歷史；各種男性和女性神靈和其他更高生物的名稱和功能；儀式的類型崇拜（尤其是女神）；魔法、巫術和占卜；深奧的“生理學”（精微體或靈體的映射）；kundalinī-shakti 的覺醒；身心淨化的技術；啟蒙的本質；尤其是神聖的性行為”。 印度教供奉、寺廟和圖像都顯示出怛特羅的影響。 Gavin Flood 表示，這些文本包含“哲學、儀式和藝術中的身體”的代表，這些代表與“旨在改造身體和自我的怛特羅傳統中開發的身體技術、方法或技術”相關聯。

## 實踐
怛特罗認為人體是小世界，宇宙是大世界，宇宙的小變化也可體現在人體上，万物分陰陽没事物孤立存在，要解脫就要在世间。怛特罗是一個做法和想法，通過儀式和上師指導達到打破偏見的超世俗宏觀。
怛特羅文獻的主要元素之一是儀式。怛特羅不是一個連貫的系統，而是來自不同來源的實踐和思想的積累。正如 Samuel 所寫，密宗傳統是“各種不同因素和組成部分的匯合”。這些元素包括：曼荼羅、曼怛羅、內部雙身法實踐、兇猛的男性和女性神靈、火葬場象徵主義，以及來自印度哲學的概念。
André Padoux 指出，對於哪些元素是怛特羅的特徵，學者們並未達成共識，也沒有任何文本包含所有這些元素。 此外，大多數這些元素也可以在非怛特羅傳統中找到。 由於該術語涵蓋的社群範圍廣泛，因此明確描述怛特羅實踐是有問題的。然而，有許多怛特羅傳統共有的修行和元素，因此可以在它們之間建立家族相似關係。
不同的學者給出了不同的怛特羅主要特徵。例如，David N. Lorenzen寫道，怛特羅共享各種“薩滿教和瑜伽”實踐、女神崇拜、與考拉斯（Kaulas）和嘎巴利卡等特定宗派的聯繫，以及怛特羅文本。 與此同時，Christopher Wallis 根據怛特羅學者Rāmakaṇṭha的定義，給出了怛特羅的四個主要特徵：關注（對環境或個人意識的）操縱的儀式模式；對深奧啟蒙的要求（接受接觸經文的教義和實踐）；實踐的雙重目標：解脫的救世論和超世間的目標（各種構想）和/或世俗的目標，即對其他眾生和一個人的環境具有非凡的力量；以及聲稱這三者在經典中得到解釋，即神（梵語羅馬化：āgama）或佛陀的話語”。

## 雙身法
中世紀怛特羅體系的另一個關鍵和創新特徵是基於細微身元素的內部瑜伽的發展。這種微妙的解剖學認為脈中存在某些物質或能量（例如伐由、prana、昆達里尼(拙火)和夏克提）流過的通道。這些瑜伽涉及通過身體移動這些能量以清除某些結或阻塞（梵語羅馬化：granthi）並將能量引導到中央通道(中脈)（梵語羅馬化：avadhuti, sushumna）。這些瑜伽實踐也與雙身法密切相關，因為性交被視為參與刺激這些能量的流動。 Samuel認為這些細微身實踐可能受到了道教實踐的影響。
最早提到雙身法實踐的一個是《大乘莊嚴經論》，其中指出“在極樂的佛陀姿態和無拘無束的配偶視野中逆轉性交可實現至高無上的自我控制”。 根據 David Snellgrove 的說法，文本中提到的“性交逆轉”可能表明存在不射精的做法。Snellgrove 指出，此時佛教界可能已經在雙身法實踐，而無著認為這是一種有效的實踐。 同樣，Samuel認為雙身法有可能存在於四世紀或五世紀（儘管不是在後來實踐的同一背景下）。
現存該類概念大量出現之初期證據之年代為七至八世紀。然而，與以前的奧義書性儀式不同的是，這些儀式似乎與吠陀祭祀和分娩等世俗目的有關，這些雙身法與細微身能量的運動有關（如昆達里尼和caṇḍālī，也被視為女神），且與靈性目的相關。這些習俗似乎在濕婆教和佛教界大約同時發展，並與Tirumülar、郭拉洽、Virupa、那洛巴等人物有關。怛特羅大成就者（郭拉洽）開發了具有細微身和性元素的瑜伽系統，可以導致神奇的力量（悉地）、不朽，以及精神解放（解脫，涅槃）。雙身法被視為產生幸福的意識擴展的一種方式，可以導致解放。
根據 Jacob Dalton 的說法，儀式化的雙身法（連同怛特羅啟蒙儀式中的性元素，如性液的消耗）首先出現在名為Mahayoga tantras（包括Guhyagarbha和密集金剛）的佛教著作中。 這些文本“著重於身體的內部，男性和女性性器官的解剖學細節以及通過性結合產生的快感”。在這些文本中，性能量也被視為一種強大的力量，可以用來進行精神實踐，根據 Samuel 的說法，“可能會創造一種幸福的狀態和個人身份的喪失，這與解放洞察力同源”。 這些雙身法繼續進一步發展成更複雜的系統，這些系統可在大約九世紀或十世紀的文本中找到，包括濕婆教之Kaulajnanirṇaya和Kubjikātantra以及佛教的歡喜金剛和勝樂金剛密續，它們利用陰間的象徵和兇猛女神。Samuel 寫道，這些後來的文本還將雙身法與控制細微身能量的系統結合起來。
有相當多的證據表明歡喜金剛和勝樂金剛密續從濕婆教借鑒了很大一部分。勝樂金剛文本及其註釋揭示了佛教徒多次試圖擴大和修改它，既刪除了對濕婆教的引用，也增加了更多的佛教技術術語。

## 佛教密宗
整個亞洲有各種佛教密宗傳統，它們有不同的名稱。 印度藏傳佛教傳統在西藏和喜馬拉雅地區占主導地位。 它於8世紀首次傳播到西藏，並迅速崛起。 藏傳佛教密宗教義晚近由流散在外的藏人傳播到西方世界。與此同時，尼泊爾尼瓦爾佛教仍在加德滿都谷地由尼瓦爾人信奉。該傳統保留了梵文經典，這是唯一仍然這樣做的佛教密宗傳統。
從 5 世紀到 8 世紀發展起來的佛教密宗實踐和文本被翻譯成中文，並保存在大藏經和敦煌文獻中。 涉及使用曼怛羅和陀羅尼的密宗材料在五世紀期間開始出現在中國，而智顗等佛教大師根據深奧文本發展了原始密宗儀式。 隨著金剛智和不空等密教大師抵達長安，唐密在唐朝時期在中國尤其具有影響力。 隨後的宋朝見證了來自中亞的僧侶傳播新的文本的湧入。 中國的密教儀式在遼朝也特別流行；當時，遼朝與宋朝爭奪中國北方的控制權。 由於中國佛教的高度折衷性，在不同的佛教宗派之間（甚至在唐代）之間並沒有嚴格區分教派教派，而且大多數佛教大師混合了不同傳統的修行，中國密教的修行被吸收了來自其他佛教傳統的傳承，例如禪宗與天台宗。 例如，北禪宗甚至以其密宗的陀羅尼和曼怛羅而聞名。 在元朝與明朝時期，藏傳佛教的某些元素也被改編並納入中國佛教的一般實踐和儀式中。在當代中國佛教中，有關傳統繼續通過眾多的儀式傳承和實踐，例如水陸法會和普渡儀式，包括天瑜伽和曼荼羅供養等修法，以及念誦密宗曼怛羅，如準提陀羅尼、金剛薩埵百字大明咒、明王陀羅尼和楞嚴咒。 有關實踐也傳播到韓國和日本，在那裡它作為一個獨立的傳統存在，稱為真言宗。

## 其他宗教
印度教和佛教的怛特羅傳統對許多其他宗教產生了重大影響，例如耆那教、錫克教、西藏苯教傳統、道教、神道、蘇非主義伊斯蘭教和西方“新紀元”運動。
在錫克教文獻中，與夏克提和女神崇敬相關的想法歸因於戈賓德·辛格上師，特別是在《Dasam Granth》中，與佛教和印度教中的怛特羅思想有關。
Ellen Gough 指出，耆那教的崇拜方法很可能受到性力派思想的影響，描繪蒂爾丹嘉拉的Rishi-mandala的怛特羅圖表證明了這一點。 耆那教的怛特羅傳統使用口頭咒語或曼怛羅，以及被認為可以為重生領域積累功德的儀式。